# Parangolé (banda)
Parangolé é uma banda de pagode baiano. Formada em 1997, tornou-se um dos principais grupos do gênero.
É atualmente liderada por Tony Salles e é conhecida principalmente pelo single "Rebolation".

## História

### O início
O Parangolé surgiu em 1997 em Salvador, no bairro da Federação, mais precisamente no "Bar de Dona Maria". Todas as tardes, Adriano Nenel e Nailton Alves se reuniam para jogar baralho e, sempre ao fim das partidas, faziam um pagode, misturando samba, salsa, axé e ritmos percussivos. O som agradava aos que passavam pelo local e o movimento se espalhou pela cidade. Com o tempo, só se ouvia um comentário: "que parangolé é aquele que está rolando na Federação?" E assim surgiu o grupo e também o nome 'Parangolé'.

### Ascensão
Em 2000, ao se tornar pastor, Nailton segue carreira na música gospel e deixa a banda, sendo liderada entre 2000 e 2002 por Mucinho que cantou sucessos como "na chapa" e "chamadinha". Posteriormente por Paulinho, que gravaram músicas como "Swing do Cavaco", "Timanamanô" e "Colé Véio", lançando o sucesso do grupo para a Bahia. Um álbum duplo ao vivo foi lançado em 2002, porém não teve muito reconhecimento. A banda também foi liderada por Klebinho que regravou o CD Duplo e teve uma grande parcela no crescimento da Banda Parangolé.
Mais tarde, em 2004, foi liderada por Eddye (Edcity, atualmente em carreira solo e ex-vocalista da banda Fantasmão), com o cavaquinhista Nenel cantando em parceria com ele, gravando os sucessos "Delícia" e "Baculejo", e lançando em 2005, um álbum homônimo que também não teve bom reconhecimento.
Em 2006, tornando a banda bastante popular, Bambam assume ao lado de Nenel, que deixa o cavaco, ganhando mais espaço no canto. Tendo como principais hits as músicas "Só as Cabeças" e "Problemática", foi lançado no mesmo ano, o álbum A Verdade da Cidade. O álbum alcançou um grande sucesso na cidade, e além disso, a música "Fera Ferida" teve o primeiro clipe da banda, gravado também em Salvador. O clipe mostrava os integrantes da banda se reunindo, tocando e cantando em uma laje, além dos moradores da comunidade em seu dia-a-dia.

### Saída de Bambam e Nenel
Sempre encarado como uma pessoa extremamente temperamental, inconsequente e irresponsável, o então vocalista Bambam envolveu-se em mais uma briga com os empresários da banda, que culminou em sua saída em dezembro de 2007. Segundo informações, no último show com ele, realizado fora de Salvador, Bambam não quis atender às regras do evento e entrou em desacordo com a produtora da banda. Após a demissão de Bambam, Nenel decide sair do Parangolé para entrar na banda LevaNóiz. Um álbum que levava o mesmo nome da música “Sou Parangoleiro”, anunciado por Nenel no DVD anterior, não chegou a ser lançado.
Após a saída dos dois cantores, um sócio da banda mostrou um CD demo do então vocalista da banda Apert Play para a Salvador Produções, empresa que administra o Parangolé. Então, ainda a tempo do carnaval de 2008, Léo Santana assume os vocais.

### Recomeço, morte de Rogério Abreu eDinastia Parangoleira
Com a entrada de Léo, a banda assumiu uma nova "cara" e definitivamente consagrou-se como um dos mais poderosos nomes da música baiana. As apresentações do Parangolé passaram a ter uma produção diferenciada, com cenário e figurino diversificados, o que abriu os olhos dos produtores de eventos para o grupo.
Firmando a nova cara, a banda lançou no final de 2007 o álbum Dinastia Parangoleira: 10 Anos, contando com 20 faixas, entre elas "Sou Favela" - primeiro grande sucesso da "era Léo Santana", com a participação da banda LevaNóiz e Nenel - e “Desce a Madeira”, músicas que estavam sempre entre as mais pedidas das rádios.
No dia 17 de abril de 2008, o baixista Rogério Abreu foi morto junto com o amigo Márcio Oliveira Gomes, numa tentativa de assalto perto do Condomínio Pararela Park, onde morava. De acordo com as testemunhas, eles foram abordados por dois homens em uma moto enquanto saiam para a faculdade. Ao reagir, os dois foram atingidos várias vezes. O músico foi levado ao hospital São Rafael, mas não resistiu aos ferimentos. No dia seguinte, o músico foi enterrado na cidade de Pojuca, onde nasceu.
No dia 12 de julho do mesmo ano, foi lançado o CD/DVD Dinastia Parangoleira: Ao Vivo, uma superprodução que projetou a banda nacionalmente. Contando com equipamentos de última geração: uma mega-estrutura de palco, som, iluminação e efeitos, foi gravado com a presença de 25.000 pessoas, contendo a participação de Nenel na faixa "Fera Ferida", e reuniu o que a banda fez de melhor ao longo de sua existência. O músico Rogério Abreu foi homenageado na música "Anjo Parangoleiro".

### "Rebolation"
Lançada como música de trabalho da banda para o carnaval de 2010, "Rebolation" - composição de Léo e Nenel - foi além das expectativas e, além de ser sucesso absoluto no carnaval, ganhando inclusive o Troféu Dodô e Osmar de melhor música, passou a ser executada em todo Brasil e a fazer parte do repertório dos principais artistas de música popular. O CD/DVD Dinastia Parangoleira: Ao Vivo ganhou uma nova edição com os clipes de Rebolation e Sou Favela, que foi relançada nacionalmente. O hit entrou na parada da Billboard Brasil na 5ª posição no Brasil Hot 100 Airplay, em abril de 2010. O Parangolé enfim deixou de ser uma banda somente da Bahia e passou a ser um sucesso nacional.
A banda já participava das maiores festas e micaretas em todo o país, como por exemplo o Festival de Verão de Salvador, onde já se apresentou por 3 vezes, e já dividia espaço, na mídia e também no palco, com os grandes nomes da música baiana e nacional.

### Negro LindoeTodo Mundo Gosta
Embarcando no sucesso de "Rebolation", o Parangolé lançou em novembro de 2010 o álbum Negro Lindo, que contou com 13 canções inéditas - maioria de autoria ou co-autoria de Léo Santana - e mostrou ao público os novos sucessos "Negro Lindo", canção homônima, e "Tchubirabirom", esta última utilizada como música de trabalho para o carnaval 2011.
Apenas três meses após o lançamento de Negro Lindo, a banda já se preparava para a gravação de mais um CD/DVD ao vivo. Gravado no dia 17 de abril de 2011 como atração principal do evento Samba Salvador, Todo Mundo Gosta contou com uma estrutura nunca antes vista em um show de uma banda de pagode. Apesar de ser uma gravação ao vivo, contou com várias faixas inéditas entre os sucessos. Os principais hits foram "Madeira de Lei" - música de trabalho para o carnaval 2012 - e "Leite Condensado", gravada com participação especial de Rodriguinho. Outro convidado para a gravação foi Thiaguinho, que participou na faixa "Negro Lindo". Foi lançado em 6 de novembro de 2011.

### Mudança de marca eDiferenciado
A partir de 2013 a banda começa a ser chamada de "Léo Santana & Parangolé". A mudança de nome já era vista como os primeiros passos para a saída de Léo, porém segundo a assessoria da banda, a mudança de marca apenas firmava o crescimento do vocalista Léo Santana diante da banda. Além disso, o cantor anúnciou o lançamento de um novo álbum, intitulado Diferenciado, que mistura vários ritmos musicais como o funk carioca, samba, pop, zouk, e axé, contando com a participação de Saulo Fernandes na faixa "Sossego". O albúm foi lançado no dia 9 de julho, sendo distribuído junto com o jornal Correio.

### Saída de Léo
Foi anunciado na coluna Vip, do Jornal Correio, que Léo Santana iria deixar o Parangolé no carnaval de 2014, e anunciaria sua saída em cima do trio elétrico. A assessoria de imprensa do cantor negou que havia data e local marcado, mas que havia a possibilidade da saída de Léo, e que ele mesmo já havia dito isso. Além disso, já haveria cantores cotados para substituir Léo, como André Ramon, até então vocalista do LevaNóiz, Tony Salles, na época líder do Raghatoni, e Biel Rios da Banda Pagodão. O empresário da LevaNóiz, Luis Cláudio, confirmou que André foi mesmo cotado para substituir Léo, mas que a decisão ficaria por conta dele. No entanto, Júnior Santana, empresário da Banda Pagodão, e Tony Salles, por meio da sua assessoria de imprensa, negaram que houve a proposta dos cantores assumirem o grupo. No dia 25 de outubro, a banda participou do programa Universo Axé da TV Aratu, afiliada do SBT na Bahia, onde Léo assumiu que pretendia seguir a carreira solo, mas que isso ainda estava sendo planejado com os empresários e os músicos. Posteriormente, no programa Domingo Espetacular, Léo, Nenel, e o empresário Marcelo Brito, enfim oficializaram que o vocalista deixaria o Parangolé após o Carnaval, e que o grupo teria um intervalo, após o qual seria revelado o novo vocalista.
No dia 6 de março, em um show em Porto Seguro, junto com todos os músicos, Léo Santana se despede do Parangolé.

### Reformação eBaianidade Total
No dia 10 de março, a Salvador Produções anunciou em nota divulgada á imprensa que Tony Salles é o novo vocalista do grupo, e que logo entrariam em estúdio para a gravação de um novo álbum, mais tarde nomeado como "Baianidade Total", e lançado em 22 de abril de 2014, apresentando a nova formação da banda e o retorno de Nenel á segunda voz e ao cavaco. O álbum conta com 9 músicas inéditas, incluindo "Tchuco no Tchaco", nova música de trabalho, regravações de músicas conhecidas do Parangolé, Raghatoni, Shake Style e Timbalada, além da participação de Igor Kannário na faixa "Bala e Fogo", Junior Lord em "Série Limitada", e o guitarrista Bruno Michel em "Panhadinha". As dançarinas da época de Léo Santana foram substituídos por dançarinos: Adriel Torres e Dam Fernandes, que misturam passos de pagode baiano com break dance.

### Tony Salles: carreira solo
Em 19 de julho de 2024, Tony Salles anunciou que deixará o Parangolé para iniciar carreira solo. Ele cumprirá a agenda de shows da banda até o final do ano. Salles mencionou que pretende alterar seu estilo musical em sua nova fase.

## Carnaval
O Parangolé é uma das quatro  principais bandas de pagode no carnaval de Salvador, ao lado de Psirico, Léo Santana e Harmonia do Samba. Ao longo dos últimos anos, o grupo é atração de vários blocos, não somente de pagode, mas também dividindo grade com bandas de axé, fato muito grandioso para uma banda de pagode no carnaval.

### Premiações e indicações:Troféu Dodô e Osmar
- 2009 - Léo Santana ganhou o prêmio de 'Cantor Revelação' do carnaval graças à canção "Sou Favela", desbancando o franco favorito Eddye, ex-vocalista do Parangolé, e então líder da banda de pagode Fantasmão.
- 2010 - Ano de consagração. O grupo foi o maior vencedor da premiação, faturando três prêmios: 'Léo Santana como Melhor Cantor', Parangolé como 'Melhor Grupo de Pagode' e "Rebolation" como 'Melhor Música', categoria mais disputada.
- 2011 - O Parangolé levou o prêmio de 'Melhor Grupo de Pagode' pelo segundo ano consecutivo. O grupo ainda foi indicado das categorias 'Melhor Cantor', com Léo Santana, e 'Melhor Música', com "Tchubirabirom".

## Integrantes

### Formação atual
- Tony Salles - voz
- Diego Soares - backing vocal
- Andre Merenda - guitarra
- Biriba - contrabaixo
- Everton Soares - teclados
- Big Big - bateria
- David Lelê- torpedos
- Amaral Percussa - timbal, congas
- O Mascote - surdo
- Junninho City - bacurinha, timbal, congas, Caixa

### Ex-integrantes
- Nailton Alves - voz
- Nenel Capinan - Cavaquinho, Voz
- Mucinho - voz
- Paulinho - voz
- Klebinho - voz
- Eddye - voz
- Bambam - voz
- Leo Santana - voz
- Júlio César - backing vocal
- C'Du Guedes - backing vocal
- Wandy Matheus - backing vocal
- André Merenda - guitarra
- Luiz Carlos "Pica-Pau" - guitarra
- Igor "Salsicha" - guitarra
- Rogério Abreu - contrabaixo
- Victor Leony - contrabaixo
- Bruno "Zum Zum" - teclados
- Tito Vinícius - teclados
- Ricardo - teclados
- Pé de Pato - teclados
- Sandrinho - teclados
- Cavaduras - bateria
- Fabrício Batera - bateria
- Bola Batera - Bateria
- Paulo Nick - bateria
- Gilmar DJ Jilmar
- Leandro
- Deilton - timbal, congas, bacurinha, caixa, pandeiro, surdo
- Rafael Silva - timbal, torpedo, pandeiro
- Luciano Piu - timbal, congas, atabaque
- Binho Brasil - caixa, efeitos
- Jadson - bacurinha
- Emerson Timbal - bacurinha
- Thor Cruz - surdo, eletrônicos
- Selva Rodrigues - sax alto
- Hugo Sanbone - trombone, barítono
- Everaldo Pequeno - trompete

## Discografia

### Álbuns de estúdio
- 2005 - Studio Com Eddy
- 2006 - Fera Ferida
- 2007 - A Verdade da Cidade
- 2008 - Dinastia Parangoleira
- 2010 - Negro Lindo
- 2013 - Diferenciado
- 2014 - Baianidade Total
- 2017 - O Novo

### Álbuns ao vivo
- 2002 - Parangolé Ao Vivo CD DUPLO
- 2007 - Parangolé Ao Vivo no Muquiverão
- 2008 - Dinastia Parangoleira: Ao Vivo 10 ANOS
- 2011 - Todo Mundo Gosta
- 2016 - Ao Vivo no Salvador Fest
- 2017 - #SoltaOParango

### DVDs
- 2008 - Dinastia Parangoleira: Ao Vivo
- 2011 - Todo Mundo Gosta
- 2016 - Ao Vivo no Salvador Fest
- 2017 -  SoltaOParango
- 2019 -  O Som Que Vem da Rua

### Singles
| Ano  | Single                   | Posições nas paradas | Posições nas paradas | Posições nas paradas | Álbum                          |
| Ano  | Single                   | BRA                  | BRA Bill.            | POR                  | Álbum                          |
| ---- | ------------------------ | -------------------- | -------------------- | -------------------- | ------------------------------ |
| 2005 | "Delícia"                | —                    | —                    | —                    | Parangolé                      |
| 2006 | "A Santa"                | —                    | —                    | —                    | A Verdade da Cidade            |
| 2006 | "Fera Ferida"            | —                    | —                    | —                    | A Verdade da Cidade            |
| 2007 | "Só as Cabeças"          | —                    | —                    | —                    | A Verdade da Cidade            |
| 2007 | "Bonde de Deus"          | —                    | —                    | —                    | Dinastia Parangoleira: 10 Anos |
| 2008 | "Mamoeiro"               | —                    | —                    | —                    | Dinastia Parangoleira: Ao Vivo |
| 2008 | "Balacubaco"             | —                    | —                    | —                    | Dinastia Parangoleira: Ao Vivo |
| 2009 | "Sou Favela"             | —                    | —                    | —                    | Dinastia Parangoleira: Ao Vivo |
| 2009 | "Rebolation"             | 1                    | 5                    | 2                    | Dinastia Parangoleira: Ao Vivo |
| 2009 | "Só as Cadeiras"         | —                    | —                    | —                    | Dinastia Parangoleira: Ao Vivo |
| 2010 | "Negro Lindo"            | —                    | —                    | —                    | Negro Lindo                    |
| 2011 | "Tchubirabirom"          | 21                   | —                    | —                    | Negro Lindo                    |
| 2011 | "Leite Condensado"       | 21                   | —                    | —                    | Todo Mundo Gosta               |
| 2012 | "Madeira de Lei"         | 45                   | —                    | —                    | Todo Mundo Gosta               |
| 2012 | "A Dança do Arrocha"     | 87                   | —                    | —                    | single sem álbum               |
| 2013 | "Me Domina"              | 51                   | —                    | —                    | Diferenciado                   |
| 2013 | "Sossego"                | —                    | —                    | —                    | Diferenciado                   |
| 2014 | "Nossa Cor"              | —                    | —                    | —                    | single sem álbum               |
| 2014 | "Traição Trocada"        | —                    | —                    | —                    | single sem álbum               |
| 2014 | "Dança Legal"            | —                    | —                    | —                    | single sem álbum               |
| 2016 | "Sarra na Pista Novinha" |                      |                      |                      | single sem álbum               |

### Videografia
- 2006 - Fera Ferida
- 2009 - Rebolation
- 2009 - Sou Favela
- 2010 - Negro Lindo
- 2010 - Tchubirabirom
- 2012 - A Dança do Arrocha
- 2013 - Me Domina
- 2014 - Nossa Cor

2019 Abaixa que é tiro